# Cancho Roano
Cancho Roano (a veces escrito como Cancho Ruano) es un yacimiento arqueológico situado en el término municipal de Zalamea de la Serena, en la provincia de Badajoz (España). Se localiza a tres kilómetros de Zalamea en dirección a Quintana de la Serena, en una pequeña vaguada junto al arroyo Cagancha.

## Contenido

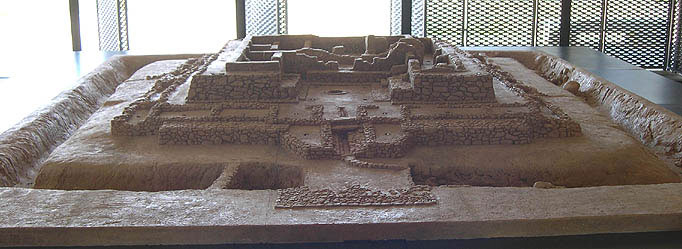
Maqueta de Cancho Roano

Es el conjunto tartésico-turdetano mejor conservado de la península ibérica, datando la construcción original de al menos el siglo VI a. C., aunque el edificio fue ampliado y modificado en siglos posteriores. Supone un yacimiento sin duda excepcional y único, tanto por su forma, su tamaño y su estado de conservación, como por los objetos encontrados, que permiten fechar su creación en torno al 550 a. C., mientras que su destrucción no sería posterior al 370 a. C., causada por un incendio, bien accidental o bien intencional, dentro de algún tipo de rito religioso.
En contradicción con la versión expuesta, la atribución a Tartesos está limitada únicamente a un nivel inferior de excavación, el denominado nivel "D". A la época en que existió esa civilización (siglo IX al siglo VII a. C.) solo corresponden los restos de fondo de cabaña que se encuentran debajo de los más voluminosos ahora visibles, el nivel "A". Por tanto, el edificio del siglo V al siglo IV a. C., que se llegó a denominar "palacete" por Maluquer y colaboradores es en realidad un altar de sangre para sacrificios rituales, con una tipología definida para otros similares en el Mediterráneo oriental, como define el profesor Antonio Blanco Freijeiro, y desde luego, muy posterior a la civilización tartésica. No puede llamarse "conjunto tartésico" lo que corresponde a una época dos siglos posterior a la desaparición de Tartessos, ni puede llamarse "palacio" a unas estancias de reducido tamaño en ningún modo adaptadas a la función suntuaria y política que se supone a tal tipo de construcciones. Investigaciones posteriores le atribuyen un carácter arquitectónico fenicio, posiblemente construido a instancias de un indígena acaudalado.

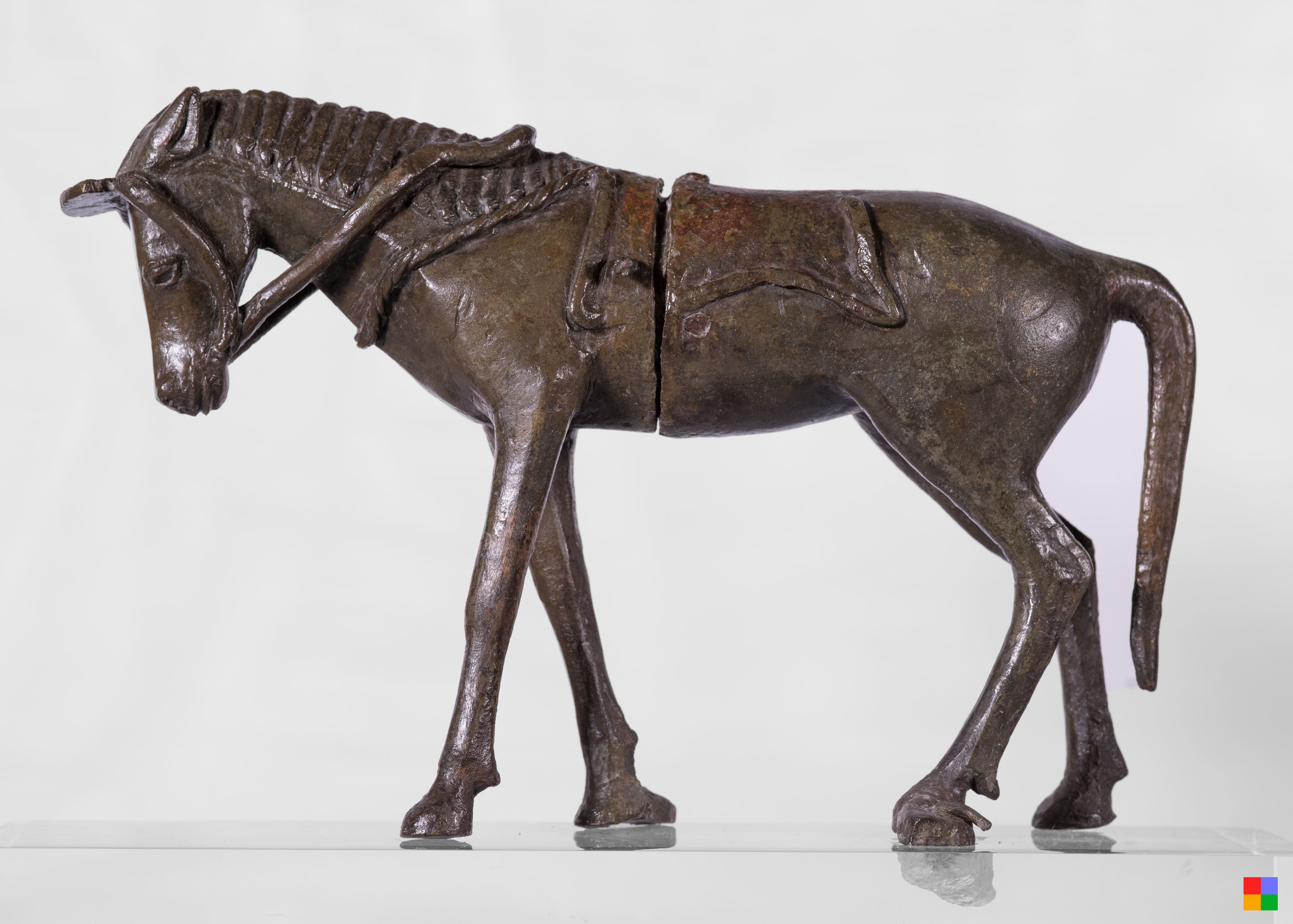
Caballo de bronce procedente de Cancho Roano, Badajoz, España, datado del siglo a. C. y conservado en el Museo Arqueológico de Badajoz.

El carácter evidentemente sacral del edificio y la presencia de numerosas habitaciones, similares a celdas separadas, ha atraído la hipótesis de que podría tratarse de un templo dedicado a la práctica de la prostitución sagrada en honor a la diosa de la fertilidad Astarté. Apoya esta tesis la presencia de telares en dos de las habitaciones, evocando a las tejedoras de la diosa Ashera que ejercían prostitución en el antiguo templo de Jerusalén. Similares ritos se habrían identificado en la iconografía de otros yacimientos fenicio-púnicos, como Gadir, Cástulo y la Quéjola (Albacete). Otra posibilidad sería un palacete destinado a alojar un harén, aunque sin descartar tampoco la participación de sus integrantes en ritos sexuales de fertilidad.
El cuerpo principal del edificio, de planta cuadrada, se orienta hacia el este, y está rodeado por un foso de escasa profundidad, que contiene agua de forma permanente; al parecer la idea de sus constructores era que mantuviese una lámina de agua todo el año. Aunque se desconoce con exactitud su función, el carácter religioso es innegable debido a los altares que contiene; aunque también puede tratarse de un palacio-santuario, a juzgar por su dispositivo defensivo. En su interior se han hallado abundantes objetos, tales como ánforas conteniendo cereales, alubias, frutos secos y posiblemente vino, molinos de piedra, vasijas de cerámica y de metal, cerámica procedente del Ática datada entre 430 y 375 a. C., muebles adornados de marfil, anillos y pendientes de plata, recipientes de perfume, piezas de juegos, accesorios de caballería, armas de hierro o estatuillas y esculturas de bronce de gran calidad, así como los restos de un hombre y seis mujeres.
Las excavaciones, dirigidas por Juan Maluquer de Motes, comenzaron en 1978. El yacimiento, dada su importancia, fue declarado monumento nacional en 1986. Se puede visitar en su totalidad, contando con un centro de interpretación  donde el visitante dispone de explicaciones mediante cartelas, una presentación multimedia y una maqueta. Este centro pertenece a la Red de Museos de Identidad de Extremadura.